# 피터르 아펠만스

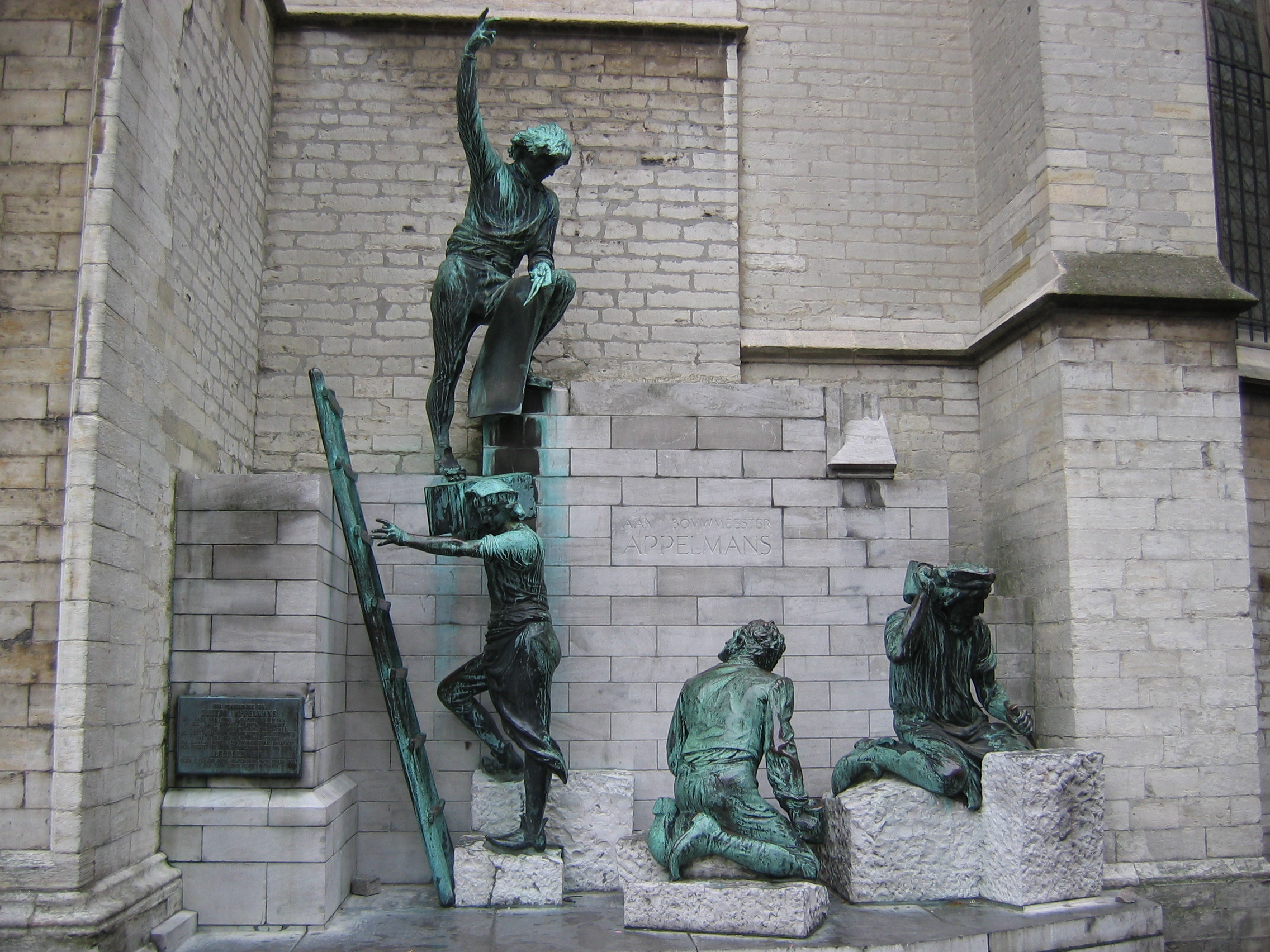
앤트워프 대성당에 있는 얀 아펠만스와 그의 아들 피터르 아펠만스를 기념하는 동상(Pieter Appelmans monument)

피터르 아펠만스(네덜란드어: Pieter Appelmans, 1373년 ~ 1434년 5월 16일)는 네덜란드의 건축가이다. 아버지 얀 아펠만스와 함께 벨기에 안트베르펜에 위치한 안트베르펜 대성당을 건축을 담당했다.